# Timpuri Noi (stație de metrou)
Timpuri Noi este o stație de metrou din București ce deservește magistralele 1 și 3. În zona stației de metrou se află Universitatea Nicolae Titulescu, Universitatea Titu Maiorescu și Universitatea Creștină Dimitrie Cantemir în zona cheiului Dâmboviței, precum și alte instituții de învățământ: Școala 81, Școala 97, Colegiul Național Mihai Eminescu. În zonă se află de asemenea sediile unor firme din cartierul Timpuri Noi.
În 1979 a fost dat in folosință primul tronson al metroului din București, între stațiile Timpuri Noi și Semănătoarea (Petrache Poenaru).
În data de 7 Septembrie 2023, Consiliul de Administrație (CA) al Metrorex SA a votat în unanimitate schimbarea denumirii stației de metrou Timpuri Noi în numele Octavian Udriște, fiind omul care a semnat punerea în funcțiune a primului tronson de metrou în 1979; Conducerea Metrorex confirmând că această decizie fiind faptul că denumirea „Timpuri Noi” era asociată cu fosta platformă industrială Timpuri Noi, aceasta neexistând în momentul de față din 2010 unde s-a mutat în comuna Jilava.